# علي جواد (لاعب كرة قدم)
علي جواد إسماعيل (مواليد 1985 في البصرة ) لاعب كرة قدم عراقي، يلعب في صفوف منتخب العراق لكرة القدم.

## روابط خارجية
- علي جواد على موقع قاعدة بيانات كرة القدم.إي يو (الإنجليزية)
- علي جواد على موقع Soccerway.com (الإنجليزية)
- علي جواد على موقع كووورة
- علي جواد على موقع GSA (الإنجليزية)
- علي جواد على موقع كووورة